# Imantas Lazdinis
Imantas Lazdinis (ur. 9 stycznia 1944 w Oranach) – litewski inżynier leśnictwa, ekolog, nauczyciel akademicki i samorządowiec, profesor, w latach 1996–1998 minister ochrony środowiska.

## Życiorys
W 1970 ukończył studia na Litewskiej Akademii Rolniczej. W 1986 uzyskał stopień kandydata nauk biologicznych (później nostryfikowany jako stopień doktora). Pracował jako technik oraz inżynier w litewskim przedsiębiorstwie gospodarki leśnej, od 1977 był pracownikiem naukowym w instytucie badawczym zajmującym się leśnictwem. W latach 1990–1996 pełnił funkcję wicedyrektora Dzukijskiego Parku Narodowego, a w 1996 był dyrektorem tej instytucji.
Działał w Litewskim Związku Centrum, był członkiem władz tego ugrupowania. Sprawował mandat radnego rejonu orańskiego. W latach 1996–1998 pełnił funkcję ministra ochrony środowiska w drugim rządzie Gediminasa Vagnoriusa. Od 1998 do 2001 był wiceministrem w tym resorcie (przekształconym w ministerstwo środowiska).
W latach 2001–2002 był zastępcą dyrektora regionalnego przedsiębiorstwa leśnego, po czym do 2005 zajmował stanowisko dyrektora branżowego stowarzyszenia „Lietuvos mediena”. W 2005 został wykładowcą Uniwersytetu Michała Römera, w 2010 uzyskał profesurę. W latach 2005–2010 kierował katedrą polityki i zarządzania środowiskiem na tej uczelni.